# Källberg (Jomala, Åland)
Källberg är en kulle i Åland (Finland). Den ligger i den sydvästra delen av landskapet, 9 km väster om huvudstaden Mariehamn. Toppen på Källberg är 15 meter över havet. Källberg ligger på ön Fasta Åland.
Terrängen runt Källberg är platt. Havet är nära Källberg åt sydväst. Närmaste större samhälle är Mariehamn, 9,3 km öster om Källberg. 